# Bildschirmspiel 01
Bildschirmspiel 01 (сокращённо BSS 01) или RFT TV-Spiel — единственная игровая приставка, разработанная и произведённая за время существования Германской Демократической Республики (ГДР). Была основана на микросхеме AY-3-8500 американской компании General Instrument. Четыре доступные на приставке игры были похожи в правилах, управлении и аудиовизуальном представлении на игру Pong. Приставку разработала и произвела восточногерманская компания VEB Halbleiterwerk Frankfurt (Oder), в конце 1979 года она была выпущена на продажу в ГДР за 550 марок ГДР под торговой маркой RFT. Из-за неокупаемости производство BSS 01 было остановлено через 2 года после его начала. Устройство-преемник с большим числом доступных игр и поддерживающим большее число цветов дисплеем осталось на этапе прототипа.

## История
С середины 1970-х годов игровые приставки становились неотъемлемой частью западной повседневной культуры, особенно в США. В странах Восточного блока, среди которых была ГДР, напротив, подобные устройства существовали редко. Не в последнюю очередь причиной этого была технологическая отсталость существовавшей там микроэлектроники. С целью преодоления этой отсталости руководство ГДР считало важным поддержку содействие подготовке соответствующих профессиональных кадров и инженеров. Из этого следовало, что население нужно было знакомить с цифровыми технологиями и вызвать интерес к ним у потенциальных новичков. Видеоигры как средство развлечения показались руководству ГДР подходящим средством для достижения этой цели. Вследствие этого в 1977 году Министерство электротехники и электроники ГДР приняло решение начать производство «игрового устройства с экраном» (нем. Bildschirmspielgerät).

### Разработка и производство

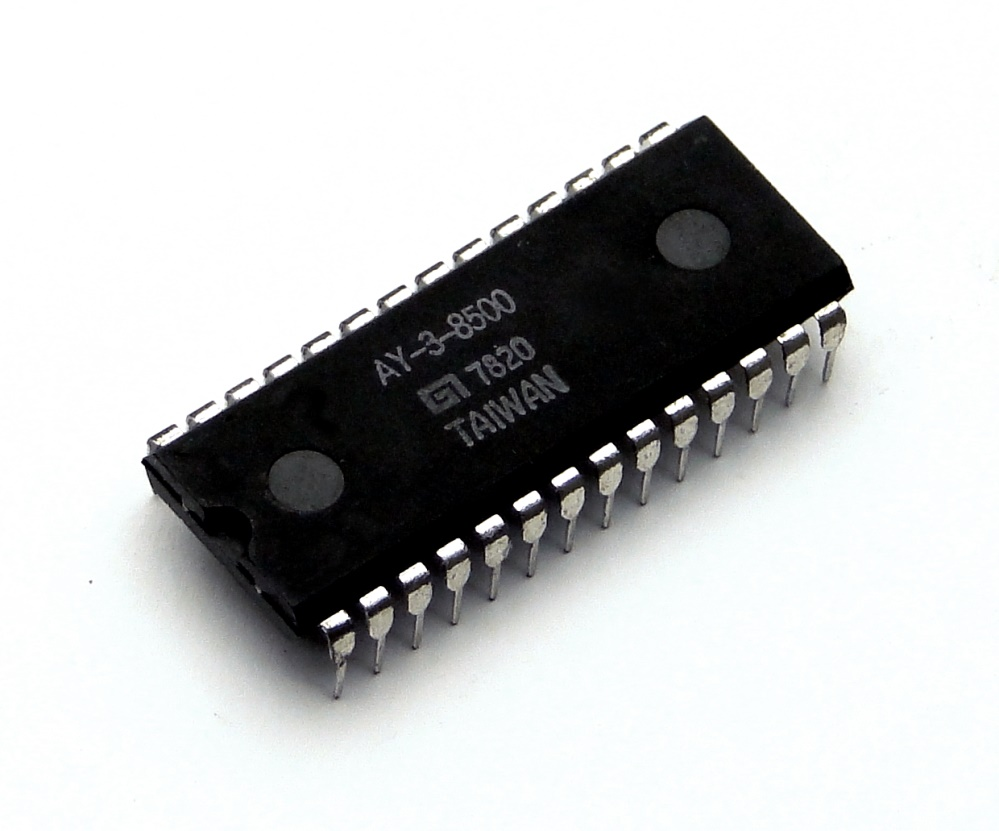
AY-3-8500

Технико-производственные возможности ГДР в 1977 году не были достаточными для полноценного самостоятельного производства игровых приставок, которое к тому же должно было быть экономичным. Из-за этого основной компонент будущей приставки — высокоинтегрированная электронная микросхема AY-3-8500 — был импортирован с Запада. В отличие от микропроцессоров, которые также разрабатывались для военных нужд, AY-3-8500 не подпадала под ограничения КоКома на экспорт в страны Восточного блока, существовавшие тогда на Западе. Остальные электронные и механические составные части могли производиться в самой ГДР или импортироваться из других стран Восточного блока. Разработка и изготовление приставки было поручено в 1977 году VEB Halbleiterwerk Frankfurt (Oder) (HFO). В плановой экономике ГДР было принято поручать производство товаров для потребительского рынка производителям полупроводников.
После некоторых задержек разработка приставки началась в 1978 году. Спустя год инженеры HFO разработали готовую к производству версию устройства. Его производство началось в последнем квартале 1979 года. Работа по сборке производилась отделом потребительских товаров, в котором работало около 150 человек. Из-за проблем с поставками материалов производство устройства в требуемых количествах было задержано. В производстве не хватало корпусных деталей, иногда не хватало торговой упаковки, а также не всегда была доступна в нужных количествах микросхема AY-3-8500. Тем не менее, в 1979 году удалось выпустить около 750 игровых приставок BSS 01.

### Начало продаж
Приставка Bildschirmspiel 01 или RFT TV-Spiel, как она поступила в продажу, появилась в магазинах к рождественскому сезону 1979 года. Цена устройства составляла 550 марок ГДР. Помимо рядовых покупателей покупателями устройства также стали государственные учреждения досуга, такие как дома пионеров и молодёжные клубы. Первая презентация игрового устройства состоялась на выставке продукции HFO в феврале 1980 года, а в марте презентация устройства состоялась на международной Лейпцигской весенней ярмарке. Примерно к тому же времени HFO выразила желание расширить игровые возможности приставки; версия устройства с поддержкой цветного телевидения находилась на стадии планировки. Однако подобное устройство осталось на стадии прототипа, так как в том же году производство BSS 01 было прекращено как нерентабельное, из-за чего были прекращены и планы создания устройства-преемника.

### Прекращение производства и продаж

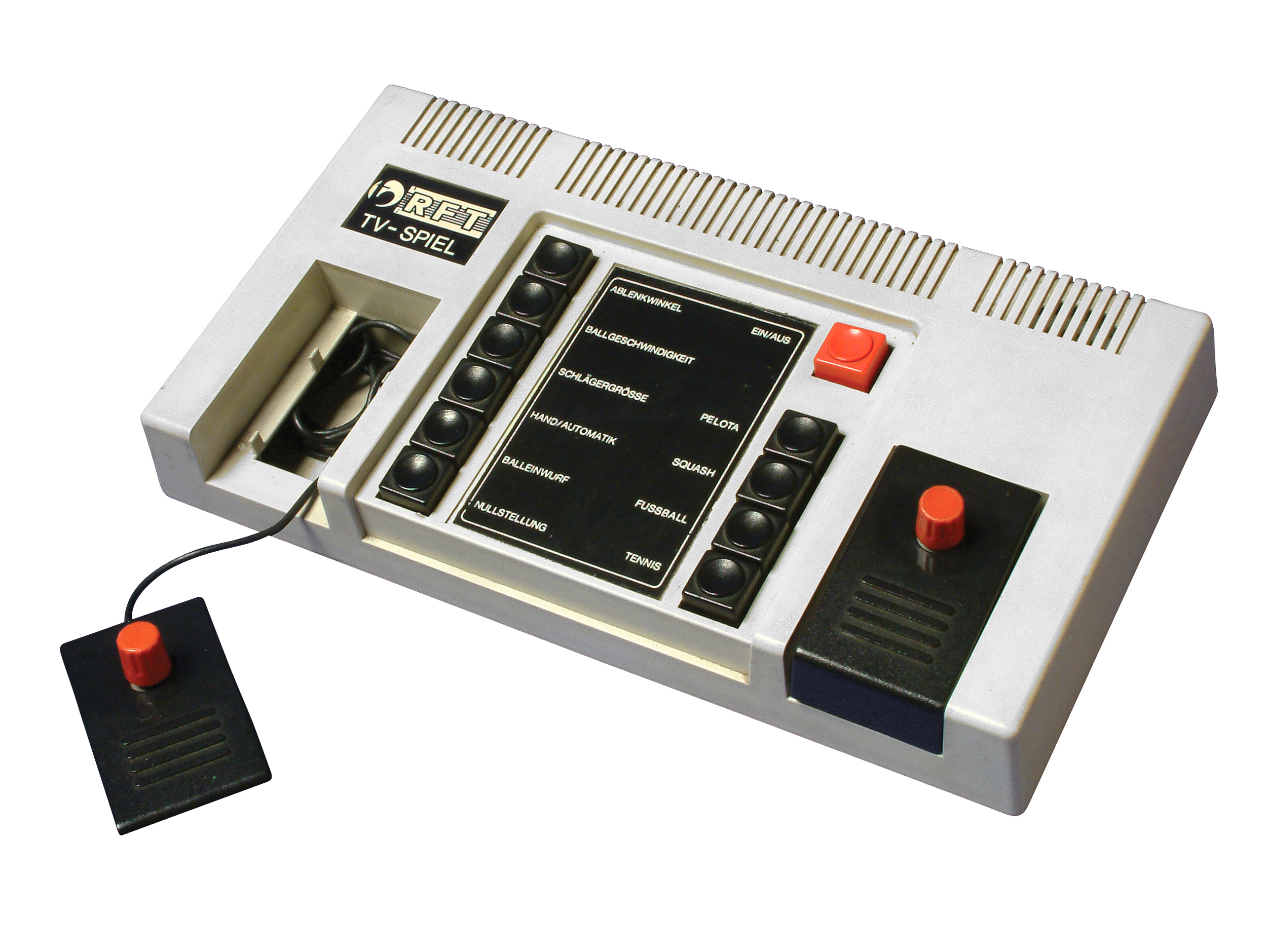
BSS 01 с белым корпусом

Уже в первой половине 1980 года для поддержания темпов производства приставки потребовалась закупка ряда электронных деталей свыше запланированного. Некоторые компоненты приставки также стоили значительно выше запланированного. Например, цена импорта AY-3-8500 в 1980 году неожиданно повысилась с 6,55 до 25 марок ГДР. В связи с плохими экономическими показателями и низкими продажами производство BSS 01 было прекращено в 1981 году. Часть плохо продававшихся и остававшихся в ГДР приставок была затем выставлена на продажу в западных странах. В 1982 году устройства были проданы на экспорт в Грецию, а немного позже — в Западную Германию. Однако продажи там не окупились — выручка оказалась намного ниже запланированной «экспортной рентабельности». Наконец, в 1983 году HFO сдала в лом последние остатки новых, но непригодных к использованию частей приставки за почти 17 000 марок ГДР. Согласно официальной информации производителя, всего было выпущено «несколько сотен» приставок. Однако известные серийные номера указывают, что на самом деле их было выпущено, вероятно, больше. По оценкам бывшего сотрудника HFO, было выпущено около 1000 устройств.

## Техническая информация
Для работы пяти предустановленных игр требовался телевизор. Работа консоли от аккумулятора была невозможна, так же как и запуск непредустановленных игр. Тем не менее, присутствовала возможность установить разные настройки игр и с помощью этого, например, изменить уровень сложности игры.

### Структура главного блока
Панель управления BSS 01 находилась в чёрном или белом пластиковом корпусе размером 32,5 × 17,5 × 5,5 см и имела ряд кнопок управления. Переключатель питания, красный на всех устройствах, включал или выключал устройство. Кнопки над ним использовались для выбора игры. Другие кнопки на левой стороне панели управления позволяли, например, задать настройки выбранной игры. Два одинаковых контроллера могли быть извлечены для игры из соответствующих ниш корпуса. Каждый из них подключался к базовому блоку через кабель длиной примерно в 1,6 м.
В корпусе игровой приставки находятся блок питания и трансформатор, динамик для воспроизведения звуков игр и печатные платы, на которых размещены все электронные и некоторые механические компоненты. Находящийся внутри металлический щит призван уменьшить электромагнитные помехи, которые могли значительно ухудшить приём телевизоров того времени.

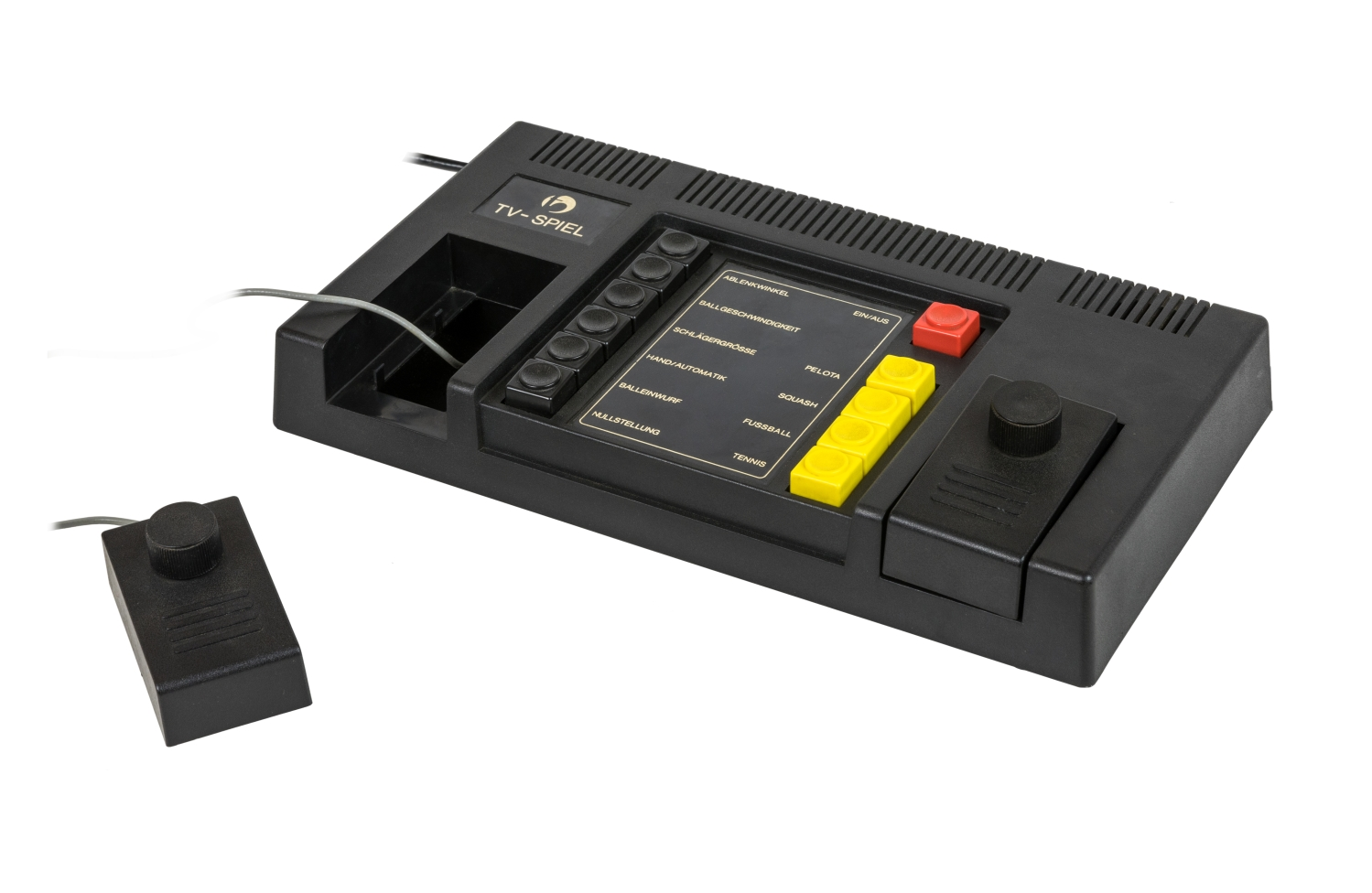
BSS 01 с чёрным корпусом и контроллером

### Функциональность
Игровая приставка была основана на высокоинтегрированной микросхеме AY-3-8500, также выпускавшейся производителем General Instrument под названием Ball & Paddle. Схема включает в себя все модули для обращения к контроллерам, выполнения игровой механики и генерации звука и изображения. В отличие от использовавшихся в то время на Западе в игровых приставках микропроцессоров, таких как Signetics 2650A или MOS Technology 6507, AY-3-8500 не могла программироваться и не содержала сменной видеопамяти. Ход игры и все графические данные определяются через соответствующим образом подключённые электронные компоненты во внутреннем пространстве микросхемы. В особенности они являются неизменяемыми. Для различения такие игровые приставки называют «запрограммированными» или «специализированными».
Типы игр и уровни сложности устанавливались через внешние переключатели и внешние электронные компоненты, такие как резисторы. Выбор игры также осуществлялся через переключатель, который активировал модули микросхемы, относившиеся к той или иной игре, и деактивировал все остальные. Электрические сигналы для телеизображения генерировались микросхемой AY-3-8500 в соответствии с техническими характеристиками использовавшихся в 1970-е и 1980-е годы аналоговых ламповых телевизоров. Генерировавшиеся микросхемой данные изображения объединялись во внешнем электронном модуле, видеосумматоре, в чёрно-белый телесигнал. Затем высокочастотный модулятор и антенный кабель использовались для подачи сигнала в антенное гнездо телевизора. Звуковые сигналы выводились через встроенный в приставку громкоговоритель.

Блок-схема BSS 01

## Игры

Скриншот игры Atari Pong

На игровой приставке были доступны пять вариантов игры Pong, которую впервые выпустила компания Atari в форме аркадного автомата в 1972 году. На приставке был аналог игры в настольный теннис (пинг-понг), в который могли играть два игрока, по очереди отбивая мяч противника таким образом, чтобы его нельзя было отбить вновь. Работа с правилами, игровые механики и аудиовизуальное оформление были значительно упрощены из-за малых мощностей оборудования того времени. Игровое поле было чёрно-белым, без текстур или других графических деталей. Игровые фигуры были обозначены вертикальной линией, похожей на блок. Мяч, движение которого в целях технической простоты всегда происходило по прямой линии, был представлен квадратной точкой, которую также было легко сгенерировать с помощью оборудования того времени. Чтобы отправить мяч назад, ракетку нужно было с помощью ручного контроллера приставки привести в такое вертикальное положение, чтобы она попала в траекторию полёта мяча. Ударенный мяч отскакивает под углом, противоположным углу падения, и переходит на сторону противника. Если один из игроков пропустил мяч, сопернику засчитывается очко. Игра заканчивалась, когда один из игроков набирал 15 очков. Счёт обозначался неровными блочными цифрами. Pong был одной из самых простых видеоигр из-за своей абстрактной подачи и игровой механики, несравнимой с появившимися позже более сложными спортивными играми.

### Теннис

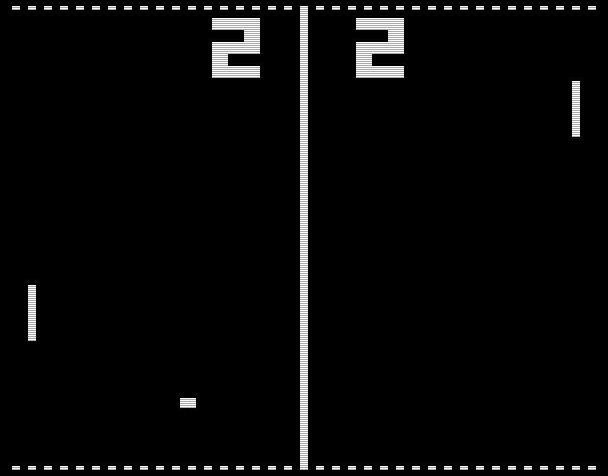
Скриншот игры в теннис

Как и в настоящем теннисе, два игрока находятся друг против друга. Сетка, изображённая в виде линии в центре экрана, служила только для визуального разделения корта и не оказывала влияния на мяч. В отличие от настоящего тенниса, верхняя и нижняя границы корта, также показанные на экране, были включены в механику игры, так как мяч отскакивал обратно в корт, когда он касался их, под углом, противоположным углу касания.

### Футбол

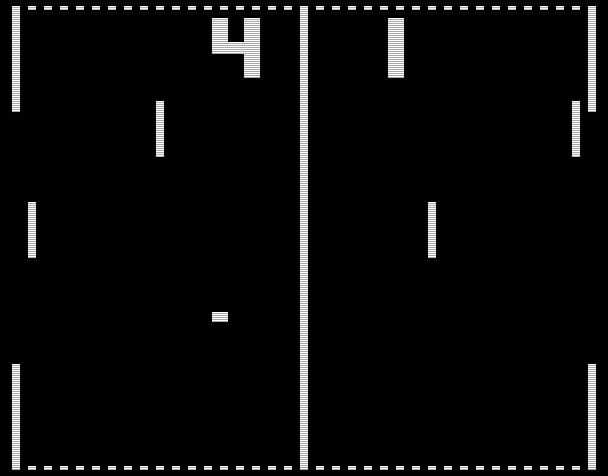
Скриншот игры в футбол

Футбольный корт отличался от теннисного наличием двух вертикальных отражающих мяч линий на каждой стороне, с пробелом в центре. Если мяч проходит через «ворота», обозначенные этим пробелом, команде соперника засчитывается очко. В отличие от реального футбола каждая из команд состоит только из одного нападающего и одного вратаря, каждый из которых находится на двух разных половинах поля. Они также показаны схематично в виде линий. Игрок одновременно перемещает обоих вертикально, чтобы отбить мяч и забить гол или предотвратить гол в свои ворота.
Также существовала недокументированная игра, которая была расширенной версией футбола. На правой стороне было три элемента управления вместо двух. Эта игра включалась, когда не была нажата ни одна из четырёх игровых кнопок.

### Сквош и пелота
Как и в настоящем сквоше, два игрока поочерёдно бьют мячом о неподвижную вертикальную и отражающую их удары стену до тех пор, пока один из них не сможет снова ударить по мячу.
Тренировочный режим игры в пелоту соответствовал игре в сквош для одного игрока.

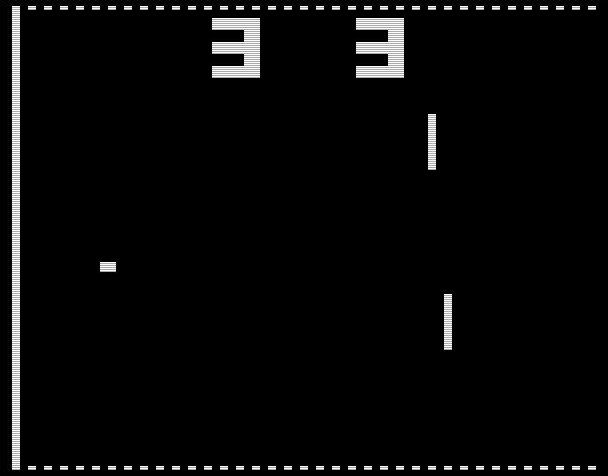
Скриншот игры в сквош
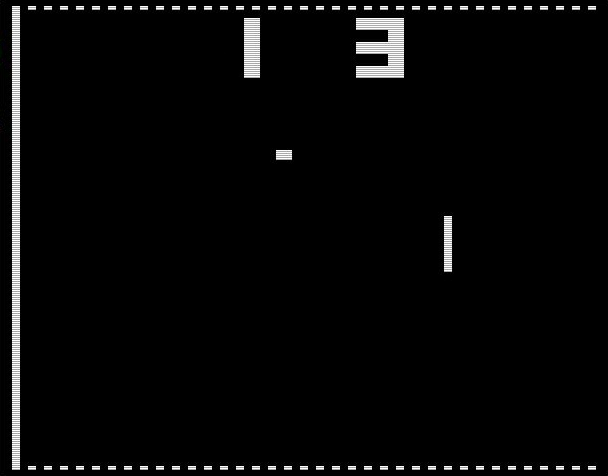
Скриншот игры в пелоту

## Отзывы

### В 1980-е годы
Помимо выставок и ярмарок, на которых приставка «вызвала интерес посетителей», её также рекламировали через репортажи в восточногерманской прессе. Краткое упоминание находится, например, в 1980 году в межрегиональной и многотиражной газете Neues Deutschland, где рассказывается о «занимательном способе» тренировки способностей реакции. Немного позже региональные газеты также сообщали об устройстве в несколько более подробных статьях, в которых говорилось, что его создание было «обязательством полупроводниковой фабрики к 30-летию ГДР». Согласно статье газеты Märkische Volksstimme 1980 года приставка могла «имитировать спортивные игры» на экране телевизоров. Устройство было «простым в использовании» и привносило «развлечения в дом» как для детей, так и для взрослых. В статье Berliner Zeitung говорится, что устройство является «спасителем в беде», если «в телевизионной программе нет ничего подходящего», однако по мнению авторов, как и с другими играми, «со временем интерес к приставке угаснет».
В журнале Radio Fernsehen Elektronik в 1980 году был опубликован первый полный отчёт, посвящённый техническим аспектам BSS 01. До 1986 года в другом специализированном журнале Funkamateur публиковались инструкции по созданию расширений для приставки. С помощью этих инструкций можно было активировать две существовавшие в микросхеме AY-3-8500, но неиспользованные в приставке «охотничьи игры», которые могли использоваться с «оружием» (лёгким пистолетом) или для одиночной игры против приставки («кибернетический режим»).

### Впоследствии
По мнению исследователей медиа Карлы Софии Хёс и Бенгта Йорана Эйтеля, Bildschirmspiel 01 имела значение прежде всего для истории технического развития ГДР. Также приставка имела некоторое значение для отдельных игроков и их дальнейшей жизни. Для многих эта игровая приставка была первым опытом игры в видеоигры, который затем побудил профессиональное или личное увлечение видеоиграми. Однако с экономической точки зрения приставка не была успешной: по мнению Хёс и Эйтеля, она потерпела «фиаско» как потребительский товар в плановой экономике. Прежде всего это было связано с высокой ценой BSS 01. Другие авторы высказывают похожие оценки цены, называя её «смелой», «непомерной» или «нереалистичной». Кроме того, из-за малых бюджетов на рекламу устройство было недостаточно разрекламировано.
По оценке Хёс и Эйтеля, после падения коммунизма в ГДР в 1989 году ставшие «обесцененными» устройства окончательно перестали иметь значение для людей, возможно, в том числе и потому, что они имели «ауру старого режима». Только в 1997 году BSS 01 вновь получила интерес общественности. В этом году был открыт Берлинский музей компьютерных игр, в котором Bildschirmspiel 01 стала постоянным экспонатом. Однако приставка получила значение не только как музейный экспонат, но и как ценный объект коллекционирования для любителей компьютерных игр. Фил Пеннингер добавляет, что не в последнюю очередь это связано с её особым статусом единственной игровой приставки, выпущенной в ГДР, и её редкостью.